# Finale del campionato NFL 1943
La finale del campionato NFL 1943 è stata la 11ª del campionato della NFL. La gara si disputò tra i Washington Redskins, vincitori della Eastern Division, e i Chicago Bears, campioni della Western Division. La settimana precedente i Redskins avevano battuto i New York Giants nello spareggio tra le due squadre che avevano terminato con lo stesso record. Per Chicago si trattò del terzo titolo in quattro stagioni, il sesto complessivo.

## Formazioni

### Formazioni titolari
| Bears          | Ruolo        | Redskins        |
| -------------- | ------------ | --------------- |
| Jim Benton     | End          | Bob Masterson   |
| Dom Sigillo    | Tckle        | Lou Rymkus      |
| Dan Fortmann   | Guardia      | Clyde Shugart   |
| Bulldog Turner | Centro       | George Smith    |
| George Musso   | Guardia      | Steve Slivinski |
| Al Hoptowit    | Right tackle | Joe Pasqua      |
| George Wilson  | End          | Joe Aguirre     |
| Sid Luckman    | Quarterback  | Ray Hare        |
| Harry Clarke   | Halfback     | George Cafego   |
| Dante Magnani  | Halfback     | Frank Seno      |
| Bob Masters    | Fullback     | Andy Farkas     |

### Sostituzioni
Bears: Pool, Berry, Steinkemper, Babartsky, Mundee, Ippolito, Logan, Matuza, McLean, Luckman, Famighetti, Nagurski, McEnulty, Nolting e Vodicka.
Redskins: Piasecky, Lapka, Wilkin, Zeno, Fiorentino, Leon, Hayden, Baugh, Seymour, Moore, Gibson, Akins e Stasica.

## Marcature
- Primo quarto
  - Nessuna
- Secondo quarto
  - WAS – Farkas su corsa da 1 yard (extra point trasformato da Masterson); 7–0 WAS
  - CHI – Clarke su passaggio da 31 yard di Luckman (extra point trasformato da Snyder); 7–7 pari
  - CHI – Nagurski su corsa da 3 yard (extra point trasformato da Snyder); 14–7 CHI
- Terzo quarto
  - CHI – Magnani su passaggio da 36 yard Luckman (extra point trasformato da Snyder); 21–7 CHI
  - CHI – Magnani su passaggio da 66 yard di Luckman (extra point fallito); 27–7 CHI
  - WAS – Farkas su passaggio da 17 yard di Baugh (extra point trasformato da Masterson); 27–14 CHI
- Quarto quarto
  - CHI – Benton su passaggio da 26 yard di Luckman (extra point trasformato da Snyder); 34–14 CHI
  - CHI – Clarke su passaggio da 10 yard di Luckman (extra point trasformato da Snyder); 41–14 CHI
  - WAS – Aguirre su passaggio da 25 yard Baugh (extra point trasformato da Aguirre); 41–21 CHI